# Atheris katangensis
Atheris katangensis este o specie de șerpi din genul Atheris, familia Viperidae, descrisă de De Witte 1953. Conform Catalogue of Life specia Atheris katangensis nu are subspecii cunoscute.